# مکنزی فیشر
مکنزی فیشر (انگلیسی: Makenzie Fischer؛ زادهٔ ۲۹ مارس ۱۹۹۷) بازیکن واترپلو اهل ایالات متحده آمریکا است.
وی در مسابقات کشوری و بین‌المللی در مجموع برندهٔ ۵ مدال طلا شده‌است.